# Святогорск (станция)
Святогорск (укр. Святогірськ; до 1970 года — Святогорская, до 2003 года — Славяногорск) — узловая грузовая и пассажирская станция Донецкой железной дороги на развилке линий Лиман — Изюм и Лиман — Купянск-Узловой. Находится за чертой города Святогорск, на расстоянии 5 километров от центра города в Лиманском районе Донецкой области (Украина). Является станцией стыкования родов тока. Стык, представляющий собой нейтральную вставку в контактной сети, расположен перед входным светофором станции. Все пути станции под постоянным током, кроме одного пути для электропоездов, приходящих из Купянска. Пассажирское и грузовое сообщение на том направлении обслуживается двухсистемными электровозами ВЛ82 приписки депо Купянск-Сортировочный. На харьковском направлении работают электровозы ВЛ11, ВЛ8, ДЭ1, 2ЭЛ4, ЧС2, ЧС7 приписки депо Лиман и «Октябрь».
От станции на север и северо-запад идут две ветки: на Купянск и Изюм соответственно (обе относятся к Южной железной дороге).
Возле станции расположен посёлок Сосновое. Действует автобусное сообщение со Свято-Успенской Святогорской лаврой.

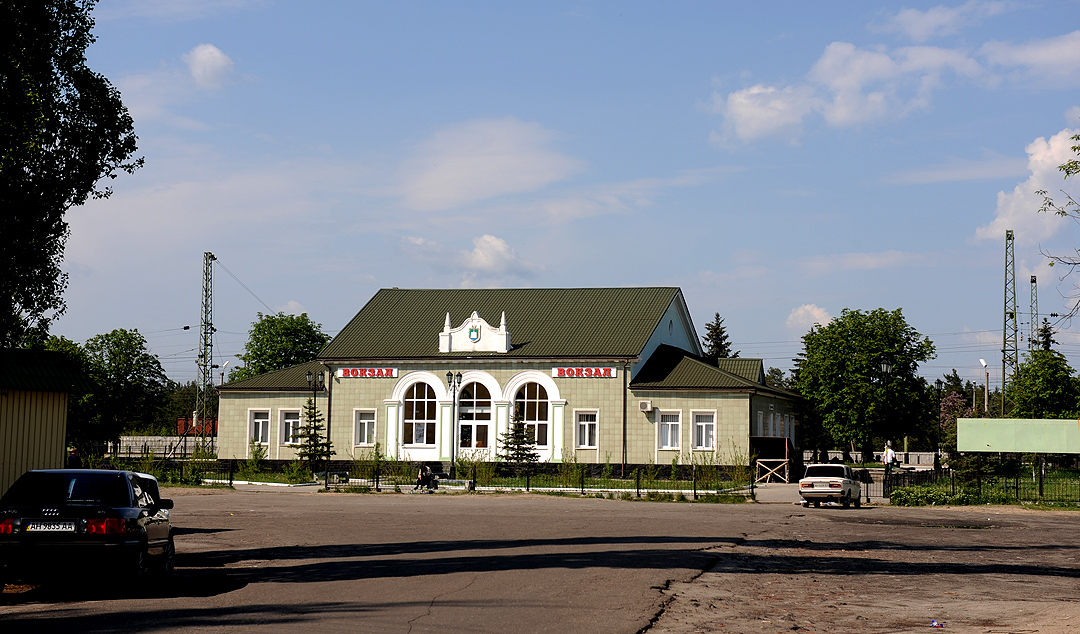
Вокзал ст. Святогорск